# Pentium (marque)
Pour les articles homonymes, voir Pentium.

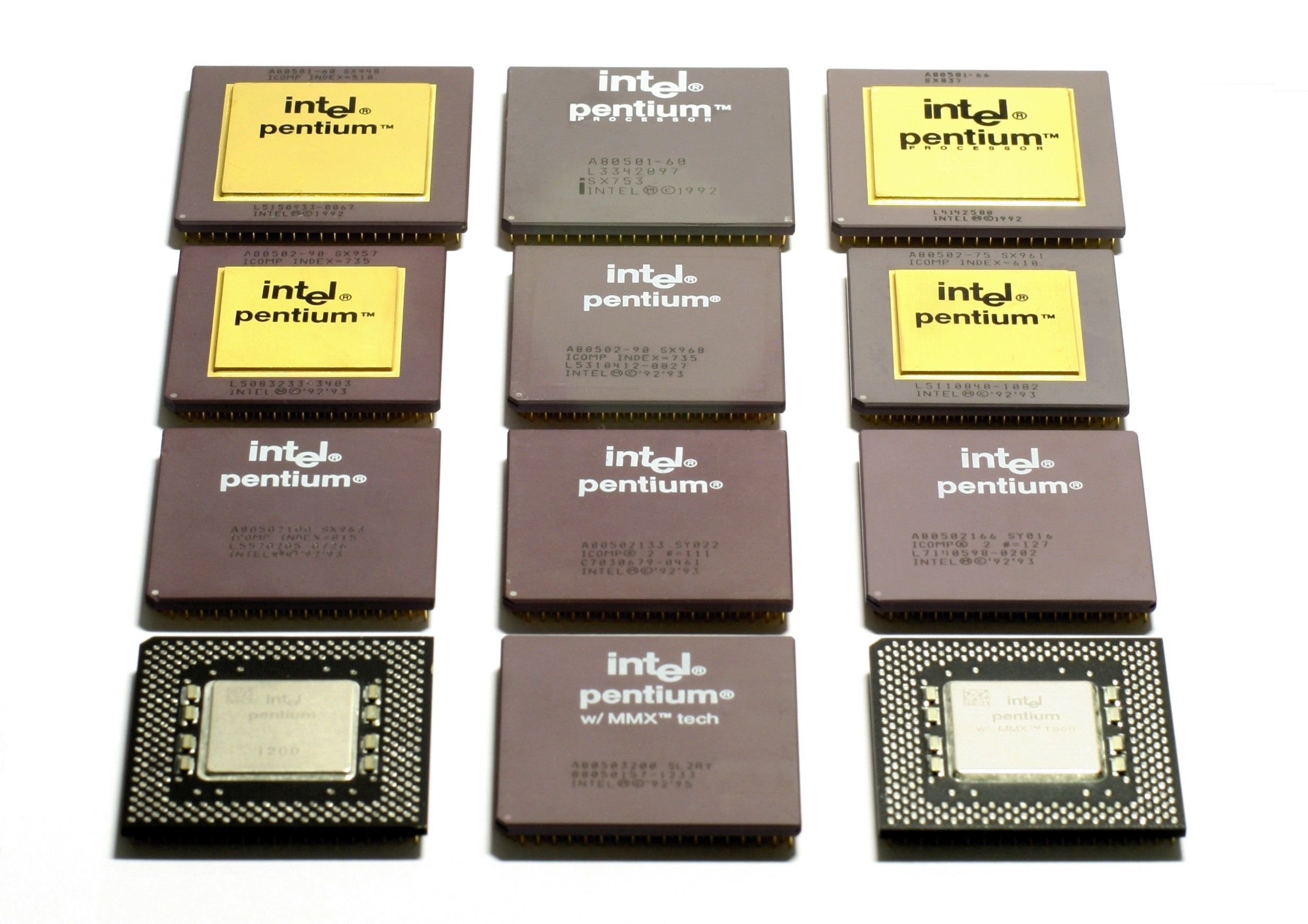
Microprocesseurs Intel Pentium.

Pentium est une marque déposée par Intel en 1993 pour remplacer les nombres utilisés jusqu'alors (80286, 80386, 80486) et que ses concurrents pouvaient imiter (Am386, Cyrix Cx486SLC, etc.). La marque a aussi vu Intel entrer sur le marché des processeurs pour serveurs Windows NT puis Linux.
Elle a tout d'abord servi à désigner plusieurs évolutions majeures de microprocesseurs de l'architecture x86 (Pentium, Pentium Pro, Pentium 4) et mineures (Pentium MMX, Pentium II, Pentium III, Pentium M, Pentium D). Les autres marques utilisées parallèlement à la marque Pentium pour les x86 sont les marques Celeron pour l'entrée de gamme et Xeon pour les stations de travail et serveurs informatiques.
En 2006, la marque Core a remplacé Pentium pour le segment principal du marché. Pentium est devenue une marque de processeurs d'entrée de gamme.
En 2017, la marque Pentium a été scindée en deux lignes distinctes sous le nom de Pentium :
- Pentium Silver, visant les appareils à faible consommation utilisant les architectures Atom et Celeron.
- Pentium Gold, visant les ordinateurs de bureau d’entrée de gamme et utilisant des architectures existantes telles que Kaby Lake ou Coffee Lake.

En septembre 2022, Intel a annoncé que les marques Pentium et Celeron seraient remplacées par la nouvelle marque « Intel Processor » pour les processeurs bas de gamme des ordinateurs portables à partir de 2023. Cela s’appliquait également aux ordinateurs de bureau utilisant des processeurs Pentium, abandonnés à peu près au même moment où les ordinateurs portables ont cessé d’utiliser des processeurs Pentium au profit de processeurs « Intel Processor » en 2023.

## Historique
Avant d’utiliser le mot Pentium, Intel a successivement nommé les microprocesseurs de sa gamme dite x86 en Intel 8086, Intel 80186, Intel 80286, Intel 80386 et Intel 80486. Informellement, on abrège souvent ces derniers numéros en 286, 386 et 486. La 5e génération devait logiquement s’appeler Intel 80586. Or pour lutter contre la concurrence de plus en plus importante qui reprenait les trois derniers chiffres des numéros des microprocesseurs Intel (AMD am486, IBM 486, etc.), Intel a essayé de déposer ces numéros comme une marque, mais sans succès. En effet, Intel a toujours utilisé les numéros complets commençant par 80, donc les droits sur les derniers chiffres seuls ne furent pas accordés. Le mot Pentium proposé par l’entreprise Lexicon a donc dû être inventé pour déposer une marque. Il est formé du préfixe pent, provenant du grec πέντε (cinq, référence au fait qu’il s’agit de la 5e génération), et du suffixe latin ium, notamment utilisé pour des éléments chimiques comme l'aluminium, l'uranium ou le silicium (dont ce dernier est le matériau dont sont fabriqués les microprocesseurs).
Intel a continué d’utiliser la marque Pentium pour les deux générations suivantes de ses microprocesseurs : Pentium Pro pour la 6e génération et Pentium 4 pour la 7e. Le mot Pentium est également utilisé pour les évolutions mineures des 5e, 6e, 7e, 8e et 9e générations de l’architecture x86 : Pentium MMX, Pentium II, Pentium III, Pentium M, Pentium D, Pentium E, Pentium G.
Devant les ambiguïtés créées par ces réutilisations, on utilise parfois les termes « Pentium original » ou « i586 » en langage technique pour faire clairement référence à la 5e génération.
Finalement, début 2006, la marque Pentium a été progressivement remplacée par la marque Core. Le premier microprocesseur de 8e génération s'appelle Core 2, Core (Core Solo et Core Duo) étant une évolution mineure du Pentium M. Les Pentium E sortis à partir du 3 juin 2007 sont des Core 2 d'entrée de gamme avec 1 Mio de mémoire cache de second niveau au lieu de 4 Mio. En parallèle à ces Pentium E apparaît sur les ordinateurs portables l'étiquette Pentium Dual-Core. Il s'agit d'un processeur équipé de deux cœurs indépendants, dans lequel chaque cœur possède sa propre mémoire cache, l'échange d'informations entre les deux cœurs, doit donc nécessairement passer par le FSB de la carte mère, à la différence des Core 2 Duo, où l'échange d'informations passe directement par le microprocesseur, et la mémoire cache est disponible pour l'ensemble des cœurs.
En 2015, la marque Pentium G désigne des microprocesseurs d'entrée de gamme, positionnés entre les Celeron et les Core i3. Il s'agit principalement de processeurs double cœur, avec un cache réduit par rapport aux Core i3 et sans Hyper-threading. Leur prix est généralement inférieur à 100 €, ce qui en fait des processeurs abordables.
En 2017, le Pentium G rivalise avec le Core i3, avec par exemple le Pentium G4560.